# Teoderik Strabon
Teoderik Strabon, znan tudi kot Teodorik in Teodorik Strabon (Strabon pomeni  "škilec") je bil gotski poglavar, politično aktiven v vladavinah bizantinskih cesarjev Leona I. Tračana (vladal 457–474), Zenona (vladal 474-475 in 476-491) in Baziliska (vladal 475-476), * ni znano,  † 481.
Bil je tekmec in sorodnik ostrogotskega kneza in kasneje kralja Teoderika Velikega, ki ga je nazadnje izpodrinil.

## Ozadje
Teoderik Strabon, sin  Triarija, je bil poglavar traških Gotov (Tervingi,  Bastarni in  Roksolani v Getiji in na otoku Peuce v delti Donave). Imel je dva brata in sestro, ženo alanskega poglavarja Asparja. Z ženo Sigildo je imel sina Recitaha. Bil je sodobnik bolj znanega Teoderika Amalskega, mezijskega Gota iz družine Amal, kasnejšega kralja Teoderika Velikega. Okoli leta 459 je bil  v prijateljskih odnosih z Bizantinskim cesarstvom in verjetno eden od federatov in je kot tak dobival letne subvencije  Bizantinskega cesarstva.

## Pod Leonom I.
Leta 471 je bil Alan Aspar, takrat magister militum cesarja Leona I., umorjen na cesarjev ukaz. Teoderik Strabon, takrat poglavar svojega ljudstva v Trakiji, je sklenil maščevati smrt svojega svaka, vendar sta ga bizantinska  generala in kasnejša cesarja  Zenon in Bazilisk porazila. Strabon je kljub temu postavil cesarju tri pogoje, pod katerimi bi upor končal: zahteval je Asparjevo zapuščino, dovoljenje za naselitev Gotov v Trakiji in povišanje v  magistra  militum. Ker je Leon I. njegove pogoje zavrnil in mu ponudil naslov magistra  militum samo pod pogojem, da mu priseže zvestobo, je Strabon začel pohod proti traškim mestom. Del njegove vojske je napadel Filipopolis (sedanji Plovdiv), drugi del pa je napadel in zasedel Arcadiopolis (Bergule). Ko so Gotom začele pojemati zaloge, je leta 473 z Leonom I. sklenil mir. Bizantinci so morali po sporazumu Gotom plačevati letni davek 2.000 funtov zlata, priznati njihovo neodvisnost in Strabonu podeliti naslov magister militum.

## Pod Zenonom
Po smrti Leona I. januarja 474 se je Teoderik uprl novoimenovanemu cesarju Zenonu. Kljub plačilu odkupnine je ubil Heraklija, magistra militum per Thracias, verjetno zato, ker je bil vpleten v Asparejv umor. Teoderikova podpora je bila ključna  za Zenonovo strmoglavljenje in vzpon Baziliska na bizantinski prestol leta 475, zato je Bazilisk potrdil Teodorikov položaj magistra militum in mu podelil še druge časti. Teoderika je zelo razburilo cesarjevo imenovanje nečaka Armata za magistra militum praesentialis, ker ga je preziral. Ko se je Zenon leta 476 vrnil v Konstantinopel in premagal Baziliska, je Teoderik očitno stal ob strani in ga ni branil.
Leta 476/477 se je Zenon povezal s Strabonovim tekmecem Teoderikom Amalom in mu ukazal, naj napade Strabona. Vodja traških Gotov je bizantinskemu cesarju poslal delegacijo s prošnjo za mir in obtožbo proti  mezijskemu  Teoderiku. Zenon je ponudbo razumel kot del skrite zarote in dosegel, da sta bizantinski Senat in vojska razglasila Strabona za javnega sovražnika.
Zenonov načrt je bil, da se dva Teoderika spopadeta. Teoderika Amala je leta 478 naščuval  proti Strabonu z obljubo o močni bizantinski vojaški pomoči.  Ko je Teoderik Amal prišel v Trakijo, ni našel pričakovane bizantinske vojske, temveč vojsko Teoderika Strabona v močno utrjenem taboru. Strabon je izzival Amala in pred njegovim taborom razglašal, da bodo imeli od boja med Goti korist samo Bizantinci. Amala je spomnil na skupni interes Gotov in ga prepričal, da je zaprosil za mir. Oba Teodorika sta se dogovorila, da bosta bizantinskemu cesarju predložila skupno prošnjo, da bi se lahko naselitveno ozemlje Gotov razširilo na jug v Mezijo.
Zenon je poskušal spreti oba Teodorika in podkupiti Amala, ki je podkupnino zavrnil. Cesarska vojska je dosegla nekaj začetnih uspehov, vendar Zenon ni izkoristil svoje zmage in Amalu omogočil, da se je umaknil proti zahodu Trakije in plenil bizantinska ozemlja. Po Amalovem umiku se je Strabon sprejel Zenonovo ponudbo, da mu vrne premoženje, plača vojsko 13.000 vojakov, podeli poveljevanje dvema palatinskima enotama in vrne naslov magistra militum. Vojska Teoderika Strabona, ki je štela 30.000 mož, je  bila za Zenona še vedno velika grožnja, zato je prepričal Bolgare, da so   napadli traške Gote. Strabon je leta 480/481 premagal Bolgare in začel prodirati proti Konstantinoplu, vendar zaradi težav s svojimi možmi ni mogel izkoristiti zmage ni bil prisiljen na vrnitev v Grčijo. Ko se je vračal, je v taboru v Stabulumu Diomedisu blizu Filipopolisa  v Trakiji poskušal ukrotiti  neposlušnega konja in padel s konja na sulico in umrl.

### Primarni viri
- Marcellinus Comes (1619). Chronicon.
- Jordanes (1908). Origins and Deeds of the Goths.

### Sekundarni viri
- Bury, John Bagnell. A History of the Later Roman Empire. Adamant Media Corporation. str. 263. ISBN 1-4021-8369-0.
- Heather, Peter (maj 1998). Goths. Blackwell Publishing. ISBN 0-631-20932-8.
- Martindale, J.R. (1980). The Prosopography of the Later Roman Empire. Cambridge University Press. str. 1073–74. ISBN 0-521-20159-4.
- Wolfram, Herwig (1990). History of the Goths. University of California Press. str. 32, 270–276. ISBN 0-520-06983-8.